# Frederick Law Olmsted
Frederick Law Olmsted (født 26. april 1822, død 28. august 1903) var en amerikansk landskabsarkitekt, som blev berømt for sine designs til mange velkendte parker i en række amerikanske byer. Mest kendt er han nok for Central Park og Prospect Park i New York City.